# Affaire du 8 décembre 2020
L'affaire du 8 décembre 2020 (surnommée par les services de renseignement le « dossier punks à chien »), est une affaire judiciaire française concernant des milieux d'ultragauche.
L'affaire se fait connaître à travers le traitement réservé à l'un d'entre eux, Florian D., maintenu seize mois à l'isolement en détention provisoire, et remis en liberté après avoir mené une grève de la faim. Il obtient la condamnation de l'État par le tribunal administratif, qui juge illégal ce maintien à l’isolement pendant plus d'un an, de même que les vingt-six fouilles à nu subies par une coaccusée, Camille B.
Sept personnes sont jugées par la 16e chambre du tribunal judiciaire de Paris en octobre 2023. À l'ouverture de ce procès, plusieurs médias estiment que l'emballement autour de cette affaire rappelle le « fiasco » de l’affaire de Tarnac quinze ans auparavant, et illustre l'acharnement obsessionnel du gouvernement contre le « terrorisme intellectuel de l’extrême gauche »[Interprétation personnelle ?], comme notamment à Sainte-Soline. Les prévenus sont jugés pour « association de malfaiteurs terroriste », mais la plupart ne se connaissaient pas et ni l'enquête ni le procès ne permettent de préciser une intention terroriste, que plusieurs médias considèrent « imaginaire ». 
Les sept prévenus sont jugés coupables d’« association de malfaiteurs terroriste » et condamnés à des peines de prison le 22 décembre, le tribunal utilisant alors une définition extrêmement large de l'infraction fourre-tout d'association de malfaiteurs terroriste.[Interprétation personnelle ?]

## Information judiciaire
Quelques dizaines de Français (de la droite catholique, anciens militaires, militants anarchistes ou de gauche) sont partis au Rojava, en Syrie, combattre l'État islamique (EI) aux côtés des Unités de protection du peuple (YPG) kurdes (des brigades intégrées aux Forces démocratiques syriennes contre l’EI) à partir de 2015,. L'un d'entre eux, André Hébert, publie un livre sur ce combat en mars 2019, qui est très favorablement accueilli dans plusieurs médias,. Son avocat d'alors, Me Raphaël Kempf, défend Florian D. dans l'affaire du 8 décembre.
Florian D., le principal protagoniste de cette affaire, est né en avril 1984 à Blois. Il se rend au Kurdistan syrien combattre aux côtés des YPG, d’avril 2017 à janvier 2018. Formé en tant que sniper et artificier, il participe notamment à la grande bataille de Raqqa, à l’été 2017. Selon un jugement du tribunal administratif rendu le 31 mars 2017, combattre avec les YPG au Kurdistan n'est pas illégal,, cependant la Direction générale de la Sécurité intérieure (DGSI) surveille les militants de gauche engagés contre Daech une fois revenus sur le territoire Français, et Florian D. fait lui-même l’objet d’une surveillance administrative à son retour. Le YPG est proche du parti kurde syrien (PYD), lui-même frère du Parti des travailleurs du Kurdistan (PKK), en guerre contre l’État turc. Le PKK est classé comme terroriste par l’Union européenne, mais pas le PYD.
Début 2020, la DGSI transmet un rapport sur la potentielle menace de Florian D. et de certaines personnes qu'il côtoie au parquet national antiterroriste (PNAT), qui ouvre une enquête préliminaire le 7 février 2020. Cette note le soupçonne de vouloir mettre sur pied « un groupe violent » et « clandestin » pour « commettre des actions de guérilla et des actions violentes contre des cibles institutionnelles ». Les six personnes du groupe citées dans la note connaissent Florian D. mais ne se connaissent pas toutes. Il s'agit de : Camille B. (sa compagne) ; Simon G. et Manuel H.; William D., Loïc M. et Bastien A., qui rencontrent Florian D. sur la ZAD du barrage de Sivens autour d'un projet commun de produire des jus de fruits. La note révèle l'existence d'écoutes administratives possiblement illégales, qui font l'objet d'un recours devant la Commission nationale de contrôle des techniques de renseignement, transmis pour examen au Conseil d’État mais sans incidence sur le procès. Le procès-verbal de synthèse rédigé au terme de l’enquête préliminaire en avril 2020, reconnaît qu’à ce stade il n’y a ni groupe ni « aucun projet d’action violente. (...) Les interceptions judiciaires (…) n’ont pas permis de révéler des éléments susceptibles de caractériser les faits reprochés. »,
Le 20 avril 2020, le PNAT ouvre une information judiciaire contre Florian D. Le jour même, un juge des libertés et de la détention autorise la mise en place, officielle et judiciaire cette fois, de moyens de surveillance de la DGSI.  Les écoutes ne révèlent rien, à l'exception qu'en novembre 2020 les enquêteurs apprennent que Florian D. a l’intention de partir à l’étranger. Le 19 novembre 2020, la DGSI, le PNAT et le juge d’instruction Jean-Marc Herbaut décident d’interpeller onze personnes mises en cause.
Dans un document intitulé « Recherches en sources ouvertes sur la “legal team” », daté du 8 mars 2021, la DGSI envisage le choix de certains avocats par les prévenus comme un élément à charge. L'argument est repris dans le réquisitoire définitif du PNAT, qui pour démontrer l'« opposition concertée [des mis en cause] à la manifestation de la vérité », mentionne aussi notamment le refus de donner leurs codes de déverrouillage (désormais un délit), de se rendre à des convocations, et l’exercice du droit au silence (pourtant garanti par la Cour européenne des droits de l’homme, mais présenté comme l’un des « principaux freins de l’enquête »). La présidente du Syndicat de la magistrature Kim Reuflet estime que si le procureur « analyse l’exercice de droits procéduraux essentiels garantissant le procès équitable – droit de choisir son avocat, droit de se taire – comme des éléments à charge, il n’exerce pas sa mission constitutionnelle, il ne fait que soutenir une construction policière, ce n’est pas son rôle ».

## 8 décembre 2020: arrestations et perquisitions
Le 8 décembre 2020, la DGSI et le RAID arrêtent neuf personnes à Toulouse, Cubjac (Dordogne), Vitry-sur-Seine, Plestin-les-Grèves et Rennes, perquisitionnent leurs domiciles, puis les transfèrent à la DGSI à Levallois-Perret,,,.
Le 11 décembre 2020, deux personnes sont libérées sans charges à l'issue de la garde à vue, et sept autres sont mises en examen pour « association de malfaiteurs en vue de commettre des actes terroristes, ». Le parquet requiert le placement en détention provisoire pour six de ces sept personnes. Cinq d'entre elles sont placées en détention provisoire et deux sont remises en liberté sous contrôle judiciaire[réf. nécessaire]. Les enquêteurs affirment que ces sept personnes avaient le projet d'attaquer des membres des forces de l'ordre en France, un des sept individus mis en examen ayant « reconnu le projet du groupuscule de s'en prendre à des policiers, gendarmes ou militaires. »
Lors des perquisitions, les enquêteurs saisissent des fusils de chasse — mais pas d'armes de guerre — ainsi que sur des substances rentrant selon Le Point dans la composition d'explosifs; mais qui par ailleurs sont des produits dont l'usage est répandu et la vente libre[Interprétation personnelle ?] : acétone, eau oxygénée, acide chlorhydrique. Selon les informations de l'AFP reprises par France Info, « ils ont été vus en train d'expérimenter de l'explosif sur un terrain agricole dans le centre de la France ». Selon le JDD, ils auraient testé leurs explosifs dans l'Indre. Selon une source policière citée par Sud Ouest, les personnes inculpées « essayaient d'acheter des armes », Le principal inculpé, Florian D., est décrit par Le Point comme appartenant à la « mouvance anarcho-autonome » et faisant l'objet d'une fiche S. Le Monde note alors que ces personnes sont « soupçonnées de projets d'actions violentes ciblant des policiers, sans qu'un projet précis de passage à l’acte ait été identifié ».
Parmi les cinq personnes détenues, deux sont libérées sous contrôle judiciaire en avril 2021 et deux autres à l'automne 2021[réf. nécessaire].
Selon un article du journaliste Philippe Baqué, paru dans Le Monde diplomatique en 2021, aucun des objets saisis lors de l'arrestation, y compris les composants potentiels d'engins explosifs, ne permet de prouver « un projet précis de passage à l'acte ».

## Isolement en détention provisoire, fouilles à nu, et condamnations de l'État par le tribunal administratif
Florian D. (Libre Flot) est placé en détention provisoire au Centre pénitentiaire de Bois-d'Arcy au régime de l'isolement, c'est-à-dire sans aucun contact avec les autres détenus le 11 décembre 2020, jusqu'en avril 2022 (pendant seize mois). Ce régime est habituellement réservé à des détenus faisant preuve d’un comportement inadapté ou dangereux et fréquemment aux détenus impliqués dans des affaires de terrorisme. C'est la plus longue détention provisoire des sept personnes mises en examen, malgré un comportement décrit comme « exemplaire » par l’administration pénitentiaire.
Le 27 février 2022, Libre Flot entame une grève de la faim pour protester contre son traitement en détention,,,. En mars 2022, les médias L'Humanité, Lundi matin, Politis, Le Média et Reporterre manifestent leur solidarité avec Libre Flot en publiant une pétition de soutien.
Son état de santé se dégradant, Libre Flot est transféré le 24 mars à l'hôpital du Centre pénitentiaire de Fresnes. Le 31 mars, une proche de Libre Flot annonce qu'il a perdu 15 kilos depuis le début de sa grève de la faim et ne peut plus se lever de son lit. Le 4 avril, Libre Flot met fin à sa grève de la faim. Le 7 avril 2022, il est remis en liberté sous contrôle judiciaire avec bracelet électronique et transféré à l'hôpital de Villejuif.
Le 17 avril 2023, le tribunal administratif de Versailles reconnaît le caractère irrégulier de deux décisions de prolongation de l'isolement de Florian D. et condamne l'État à l'indemniser pour le préjudice subi à hauteur de 3 000 €,. Selon les juges, « les éléments transmis au tribunal "ne permettent pas de caractériser un risque d’incidents graves" si Florian D. avait été placé en détention ordinaire ».
Camille B. subit vingt-six fouilles à nu à la maison d’arrêt pour femmes de Fleury-Mérogis de décembre 2020 à fin avril 2021, à chaque parloir et à chaque extraction de cellule. Devant le tribunal administratif, elle obtient le 1er juillet 2023 une reconnaissance de l’illégalité de ces fouilles, et une indemnisation de 200 € pour deux d’entre elles seulement. Elle fait appel.

## Clôture de l'instruction
En 2021, les avocats de plusieurs des prévenus demandent la nullité de plusieurs actes de l'enquête, dont le rapport initial de la DGSI de février 2020 qui fonde l'affaire. Le 26 janvier 2022, la chambre de l'instruction de la cour d'appel de Paris rejette ces requêtes. Le 23 novembre 2022, le parquet national antiterroriste requiert le renvoi devant le tribunal correctionnel des sept prévenus pour association de malfaiteurs terroriste. Le 17 janvier 2023, les juges d'instruction renvoient ces sept personnes devant le tribunal.

## Procès
Sept militants sont jugés à partir du 3 octobre 2023 à Paris pour association de malfaiteurs terroristes pour ce qui est présenté comme le premier procès terroriste de l'utragauche en France depuis Action directe,,.  Les noms des procureurs ne sont pas dévoilés dans la presse, à la demande du parquet. Les journalistes subissent aussi la pression de la part des soutiens aux prévenus: ne pas décrire ou commenter leur tenue vestimentaire et leur physique.
À l'ouverture du procès en 2023, plusieurs médias estiment que l'emballement autour de cette affaire rappelle le « fiasco » de l’affaire de Tarnac quinze ans auparavant,, Le Monde jugeant notamment que le procès se fonde « sur des bases fragiles ». Pour Télérama, le dossier « semble bien maigre ».
Les faits reprochés datent tous d'avant l’ouverture de l’information judiciaire : il s'agit de la pratique de l’airsoft et de l'expérimentation d'explosifs, à divers moments entre février et mai 2020. À cela s'ajoutent divers « sous-entendus, insinuations, exagérations et comparaisons douteuses » (selon la description qu'en fait Le Monde) :  le tatouage ACAB d'une des personnes, la détention de livres de théoriciens de la révolution et de l’anarchisme du XIXe siècle (Auguste Blanqui et  Pierre Kropotkine) pour un autre, la possession d'un drapeau kurde, etc. Trois des prévenus sont également jugés pour « refus de remettre une convention secrète de déchiffrement d’un moyen de cryptologie »,: ils ont refusé de communiquer leurs codes de téléphone ou de messagerie (un délit passible de trois ans de prison depuis une décision de la Cour de cassation fin 2022), revendiquant devant le juge d'instruction le droit au respect de leur vie privée. Selon l’enquête préliminaire, « tous les individus [adoptent] un comportement semi-clandestin, usant de moyens de communications sécurisés » ; il s'agit en fait de logiciels qui sont tous légaux : système d’exploitation Tails, protocole Tor, messageries WhatsApp, Signal et Proton Mail,. L’association La Quadrature du net a discuté l’absence d’intérêt des magistrats pour les questions liées à la vie privée, et leurs connaissances réduites sur les logiciels qui la respecte.
Le procès débute dans une atmosphère tendue, avec le refus des demandes des avocats concernant le renvoi du procès dans l’attente de la décision du Conseil d’État sur la légalité des écoutes administratives précédant l'ouverture de l'information judiciaire ; la communication de scellés ; et la convocation des policiers de la DGSI qui ont alimenté la procédure: deux d’entre eux ont refusé de venir témoigner ; le troisième n’a pas été contacté. Ils sont à l'origine de plus de 200 procès-verbaux, d'écoutes sans cadre légal, et la défense les soupçonne d'avoir falsifié ou supprimé des retranscriptions sonores. La présidente refuse d’utiliser son pouvoir de les faire témoigner.
Les trois premières journées sont consacrées à la personnalité des personnes jugées. Florian D. décrit son parcours : ses engagements successifs comme enseignant auprès de migrants à Calais, à Sivens, et aux côtés des Kurdes pour combattre l’organisation État islamique en 2017 (« surtout des moments près de la population pour les sécuriser, une période rude dont [il est] assez fier »), et le syndrome post-traumatique à son retour, exacerbé par le suivi constant exercé par la police. Camille B. doit se justifier d'une lettre rédigée pendant l’instruction, dans laquelle elle critiquait  l’institution judiciaire et disait ressentir une « présomption de culpabilité ». À l'assesseuse qui assène que « Le tribunal rend la justice au nom du peuple français ! » elle répond « qu’on ne peut pas dire que la justice ne fait pas d’erreur. Certaines questions se posent autour de l’institution judiciaire et il me paraît important d’avoir le droit de se les poser ». Simon G. a dans sa jeunesse été renversé à scooter par un policier hors service et ivre, et arbore un tatouage ACAB ; il commente qu'il l'a « fait à 22 ans, à une époque où on pouvait encore parler et provoquer (...) Vingt ans plus tard, [il n'a] plus de ressentiment ».
À partir du 6 octobre, l'audience s'intéresse à deux ateliers de fabrication d’explosifs auxquels a participé Florian D. (dans l’Indre en février 2020 avec Simon G., puis en Dordogne en avril avec Camille B., Bastien A. et William D.), au cours de ce que Le Monde qualifie de « tentative laborieuse, mais infructueuse pour le moment, de faire éclater la vérité ». Le procès s'attarde sur les retranscriptions de sonorisation (que Florian D. considère tronquée pour les déformer), la finalité des tests d’explosifs et de trois parties d’airsoft pendant les dix mois de filatures, mais peine à identifier un véritable projet terroriste, qui seul permet de définir l’« association de malfaiteurs terroriste » ni une quelconque cible.
Dans leurs réquisitoires, les procureurs demandent jusqu’à 6 ans de prison ferme, pour Florian D., qui aurait, selon eux « eu pour objectif de former une milice armée en France dans le but de mener des actions de guérilla en agrégeant des proches qui adhéraient à son projet ». Ils regrettent la « mansuétude » du traitement médiatique de l’affaire,. La défense dénonce au contraire le travail de la DGSI, les interprétations du parquet et un dossier vide.
Le 22 décembre, Florian D. et les six autres inculpés sont jugés coupables d’« association de malfaiteurs terroriste » et condamnés à des peines allant de deux ans de prison avec sursis à cinq ans de prison dont trente mois avec sursis, sans mandat de dépôt et avec des aménagements de peine sous bracelet électronique pour les parties fermes des peines restant à effectuer. Un seul échappe à une inscription au fichier des auteurs d’infractions terroristes. La présidente assume une définition extrêmement large de l'infraction fourre-tout d'association de malfaiteurs terroriste, définie dans les articles 421-1 et 421-2-1 du code pénal : selon sa lecture, il n’est pas nécessaire qu’un projet aboutisse, ni que les membres d’un groupe se connaissent, ni qu’ils se rattachent à une organisation terroriste connue. Elle évacue la salle pendant la lecture du verdict, et sort elle-même sous les huées.

## Réactions

### Réactions médiatiques
Au moment de l'arrestation en décembre 2020, les notions de « violence » et d'« ultragauche » sont reprises par plusieurs médias  (France Bleu, Sud Ouest, Le Télégramme, BFM TV[réf. nécessaire], etc.). Au contraire, au moment des réquisitions, L'Humanité qualifie le prétendu projet terroriste de « tout à fait indéterminé, voire purement imaginaire ».

### Réactions politiques
Éric Ciotti, alors député Les Républicains, publie sur Twitter : « Des terroristes d'extrême gauche voulaient s'en prendre à des policiers ! Ils s'attaquent à l'uniforme de la République qui est le dernier obstacle à leur dictature et leur soif de chaos ».

### Analyses
En 2020, la sociologue Isabelle Sommier désigne l'affaire comme « un coup politique pour montrer que le pouvoir fait quelque chose » par rapport à la violence des manifestations. 
Télérama estime en 2023 que l'affaire pose la question de la limite entre le maintien de l’ordre et l’antiterrorisme, « qui agit parfois comme une fabrique à fantasmes ». Et ce d'autant plus que, comme pour la dissolution des Soulèvements de la Terre, le gouvernement utilise le vocabulaire de l'anti-terrorisme pour lutter contre « l'éco-terrorisme » ou encore le « terrorisme intellectuel » de l'extrême-gauche. 